# Carro alistano

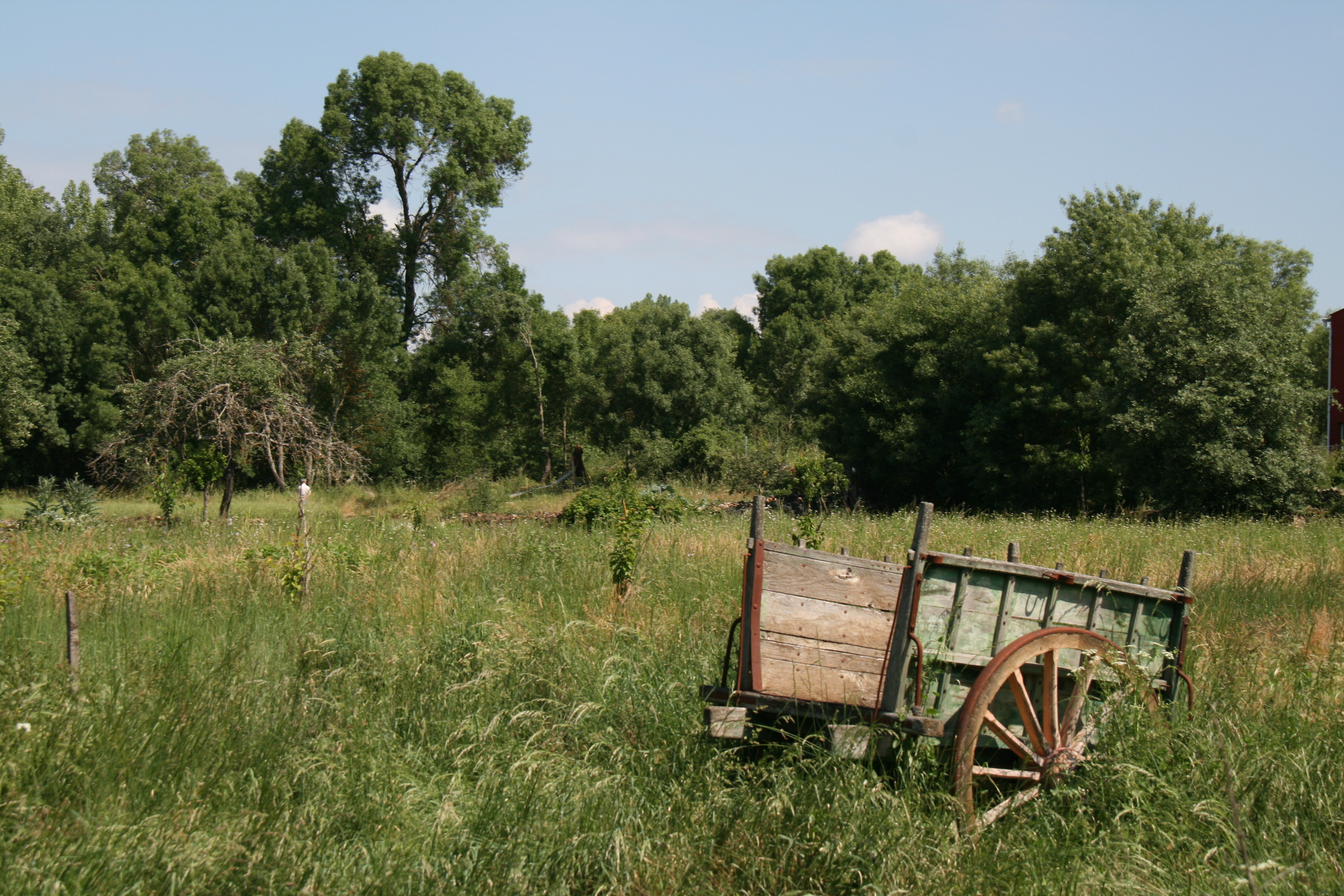
Carro alistano

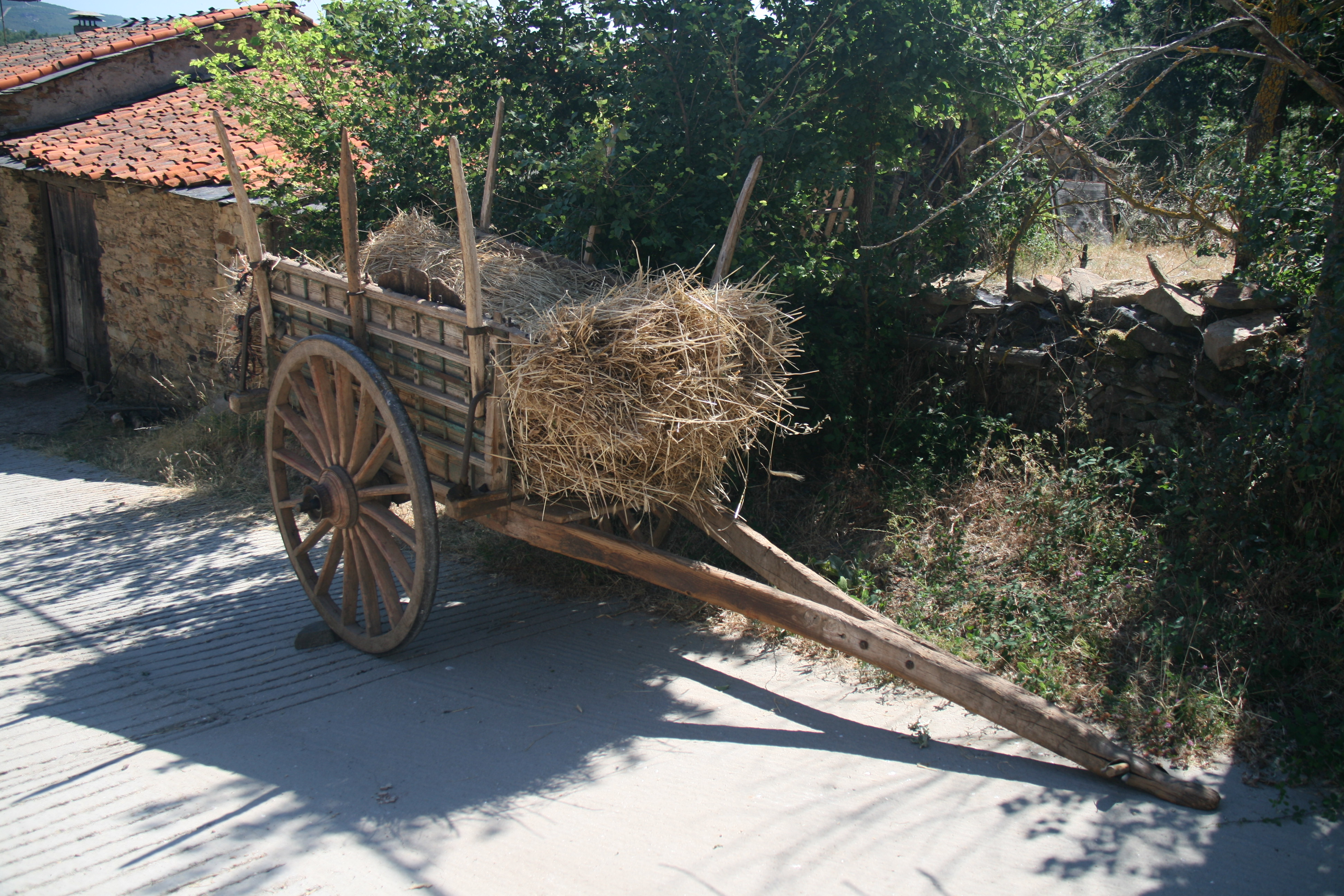
Carro mostrando su iceda, armados con sus picones.

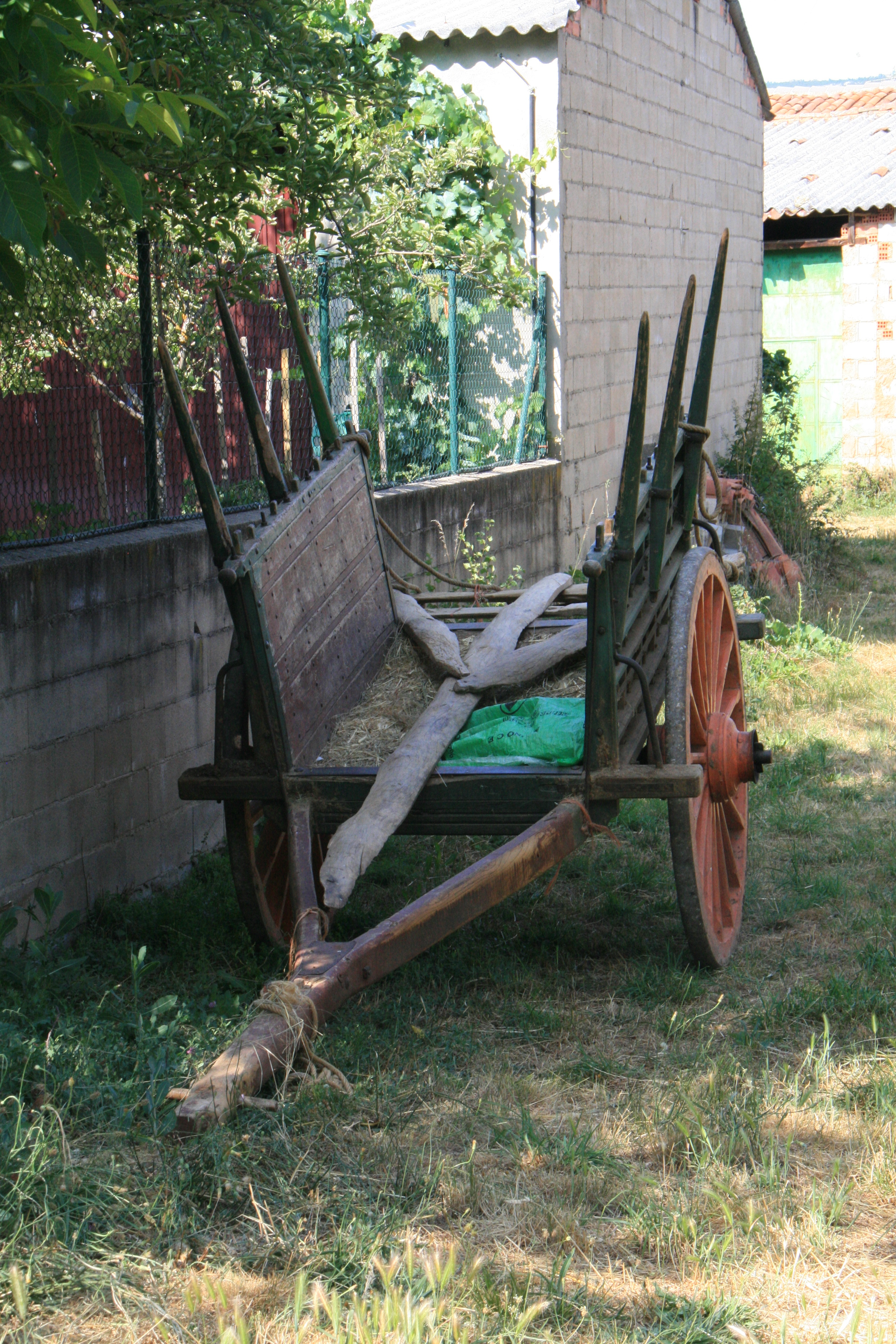
Carro preparado para recoger trigo.

El carro alistano es un vehículo de transporte típico de la comarca de Aliste (en la provincia de Zamora - España). Es un carro elaborado con tablas de madera que se propulsa por tracción animal: vacas o burros. Es similar al carro gallego o portugués siendo su principal característica que no posee la rueda maciza, siendo su extremo metálico. El carro es un signo de identidad alistano que participa no solo en las labores agrícolas, sino que además en las festividades. La denominación de sus componentes forma parte del habla alistano y en la actualidad a comienzos del siglo XXI está completamente en desuso.

## Características
Las características de este vehículo son los trozos de madera trapezoidales que forman las ruedas (denominadas pinazas), los radios de madera (denominados rayos) que unen las pinazas con el cubo (es el buje). La llanta de hierro necesitaba de artesanos especializados para su colocación. Una de las características diferenciadoras del carro alisano es el cubo (denominado también maza) que está hecho de un trozo de madera que descansa en el eje. El suelo interior del carro (el sollau) está elaborado con tablones de madera. La iceda son una vigas largas en forma de "V" que limita el suelo del carro. El extremo del carro tiene una prolongación de madera donde se ata el yugo (palombilla o palomilla).
El yugo se uñe a la testuz de las vacas por medio de los cornales que pasan anudados por los cabillones (extremos del yugo). Los dos paramentos laterales del carro se denominan costanas (denominadas también cañizas o engarrillas). A la acción de armar y desarmar las cañizas se llama deshojar. Los palos que se ubican salientes por los extremos de las cañizas se denominan picones, se suelen emplear como soportes de una carga de gran volumen que rebasa el soporte superior de las cañizas.

## Usos
Se suelen emplear principalmente como vehículos de transporte y carga en las tareas agrícolas. Se propulsan por tracción animal generalmente de una pareja de animales que suelen ser vacas (en alguna ocasión burros). Suele transportar mieses de trigo o centeno cortado que se lleva a las eras para ser trillado. Para el transporte de la paja (en forma de pacas) a los corespondientes pajares. El transporte de hortalizas a las viviendas, así como de leña y abono. El carro se emplea como transporte de personas en las celebraciones festivas de la comarca, bien sean bodas, procesiones, carochos (uno de los personajes: el molacillo guía un carro tirado por dos burros),  etc. 